# Edith Windsor
Edith Windsor, nata Schlain (Filadelfia, 20 giugno 1929 – Manhattan, 12 settembre 2017), è stata un'attivista statunitense.
È stata la principale querelante nel caso United States contro Windsor, che ha stravolto con successo la Sezione 3 del Defense of Marriage Act. Il caso è stato considerato una vittoria giuridica storica per il movimento a favore del matrimonio tra persone dello stesso sesso negli Stati Uniti d'America.

## Biografia

### Infanzia e formazione

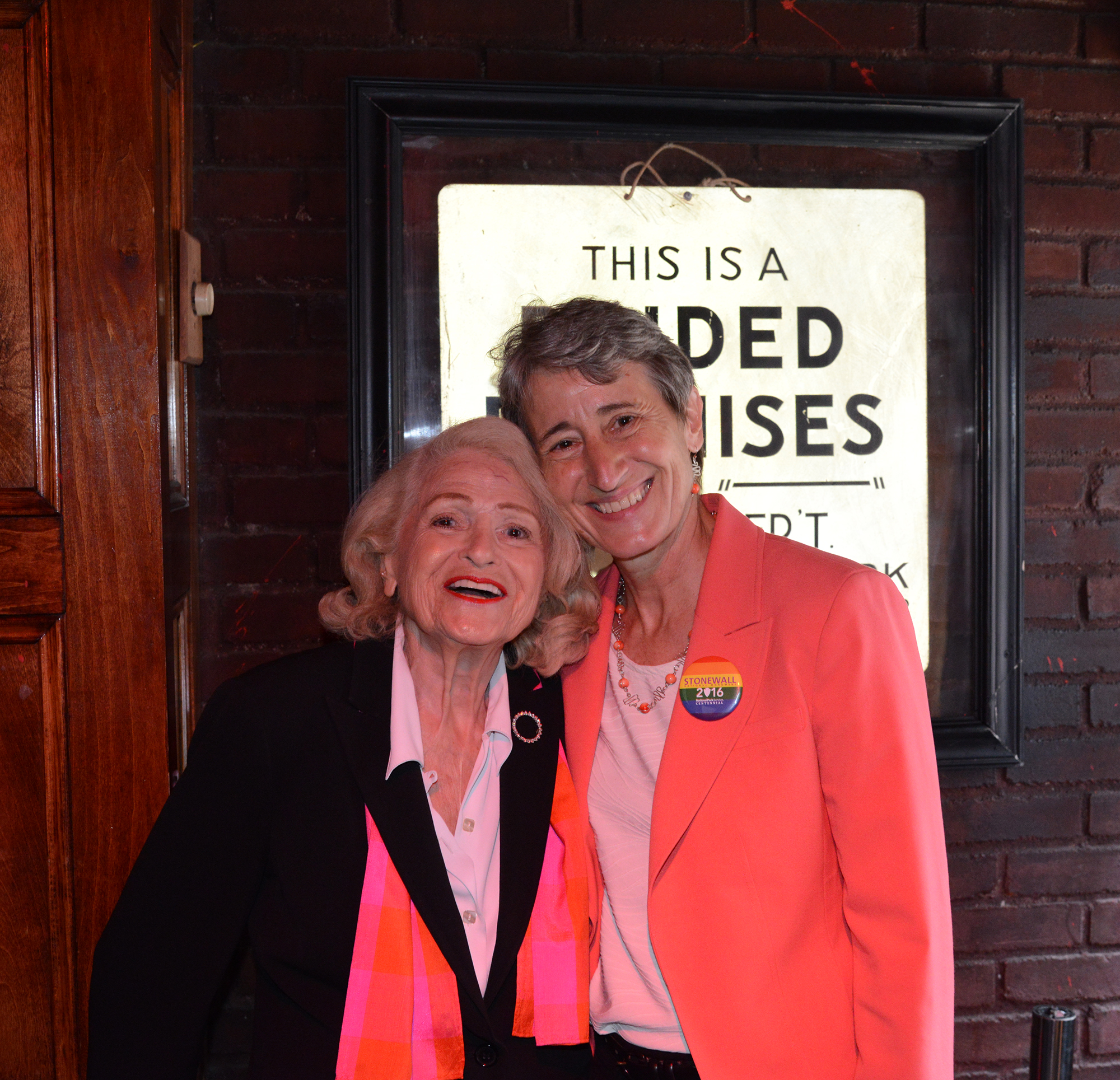
Edie Windsor e Sally Jewell

Windsor è nata a Filadelfia. I genitori erano James e Celia Schlain, una famiglia povera di immigrati ebrei russi. Era la più giovane di tre figli. Durante la sua infanzia, la sua famiglia ha subito le conseguenze della Grande depressione e suo padre ha perso il suo negozio di caramelle e gelati e la loro casa sopra il negozio. A scuola, a volte ha subito l'antisemitismo. Durante la scuola, ha avuto dei fidanzati della sua età, ma ha detto più tardi che ricorda di aver avuto una cotta per le ragazze.
Windsor ha conseguito la laurea alla Temple University nel 1950. Nel 1955, ha iniziato a seguire un master in matematica, che ottenne all'Università di New York nel 1957. Poi ha iniziato a lavorare all'IBM, dove ha lavorato per i successivi 16 anni. Durante questo periodo, ha trascorso due semestri studiando matematica applicata all'Università di Harvard tramite una borsa IBM.

### Carriera
Mentre frequentava la New York University, Windsor ha lavorato per il dipartimento di matematica dell'università, inserendo dati nel loro UNIVAC. Ha anche lavorato come programmatrice alla Combustion Engineering Inc., dove lavorava con fisici e coll'UNIVAC.
Dopo aver conseguito la laurea magistrale in matematica nel 1957 presso la New York University, Windsor ha iniziato a lavorare nelle posizioni senior, tecniche e manageriali, dell'IBM nel 1958. Il suo lavoro era principalmente rivolto all'architettura dei calcolatori, alla implementazione di sistemi operativi e alla elaborazione del linguaggio naturale. Nel maggio del 1968, ha raggiunto la posizione tecnica di più alto livello presso l'IBM, Senior Systems Programmer. Ha ricevuto il primo PC IBM consegnato a New York City. Tuttavia, la società ha respinto il suo modulo di assicurazione che nominava Spyer come beneficiaria. Nel 1975, IBM ha spostato il gruppo di Windsor fuori zona, e lei ha richiesto il trattamento di fine rapporto per concentrarsi maggiormente sul suo attivismo.

### Vita privata
Durante il college, ha conosciuto Saul Windsor. La loro relazione si è conclusa quando Windsor si innamorò di una compagna di classe. Tuttavia, dopo che Windsor decise di non voler vivere come lesbica, si riconciliarono e si sposarono dopo la laurea. Hanno divorziato meno di un anno dopo, e confidò a lui che desiderava stare con le donne. Poco dopo il divorzio, Windsor è partita per New York.
Windsor ha incontrato Thea Spyer (una psicologa nata ad Amsterdam) nel 1963, in un ristorante al Greenwich Village. Quando si incontrarono, ognuna aveva già una relazione. Solo dopo un viaggio verso Long Island nella tarda primavera del 1965 incominciarono a frequentarsi. Per mantenere la relazione segreta, Windsor ha inventato una relazione con il fratello di Spyer, Willy (che era in realtà una bambola di Windsor) per spiegare le telefonate di Spyer all'ufficio. Nel 1967 Spyer chiese a Windsor di sposarsi, anche se non era ancora legale negli Stati Uniti. Temendo che un tradizionale anello di fidanzamento potesse esporre il suo orientamento sessuale ai suoi colleghi, Spyer le ha proposto un anello di diamanti.
Sei mesi dopo il fidanzamento, Windsor e Spyer si sono trasferiti in un appartamento nel Greenwich Village. Nel 1968, acquistarono una piccola casa a Long Island, dove andranno in vacanza per le seguenti quaranta estati. La coppia ha spesso fatto viaggi sia negli Stati Uniti che all'estero. Nel 1977, a Spyer venne diagnosticata la sclerosi multipla. La malattia ha causato una graduale, ma sempre crescente, paralisi. Windsor ha richiesto il pensionamento anticipato per aiutar a tempo pieno Spyer. Windsor e Spyer diventarono una coppia di fatto a New York nel 1993. Registrandosi il primo giorno disponibile, ebbero come numero di certificato ottanta.
Spyer ha subito un attacco di cuore nel 2002 e le è stata diagnosticata la stenosi aortica. Nel 2007 i medici le hanno detto che aveva meno di un anno di vita. New York non aveva ancora legalizzato il matrimonio fra persone dello stesso sesso, quindi la coppia ha scelto di sposarsi a Toronto, il 22 maggio 2007, con il primo giudice gay del Canada, il giudice Harvey Brownstone, e con l'aiuto di un regista e di un attivista per il matrimonio fra persone dello stesso sesso che aveva familiarità con le leggi in entrambi i paesi. Un annuncio del loro matrimonio è stato pubblicato sul The New York Times.
Spyer è morta per complicazioni legate alla sua condizione cardiaca il 5 febbraio 2009. Dopo la morte di Spyer, Windsor fu ricoverata in ospedale per sindrome tako-tsubo. Il 26 settembre 2016, Windsor sposò Judith Kasen al New York City Hall. Al momento del matrimonio, Windsor aveva 87 anni e Kasen 51. Era anche membro dell'aconfessionale sinagoga della Congregazione Beit Simchat Torah che si è auto-descritta come la più grande sinagoga LGBT del mondo.

### Morte
Il 12 settembre 2017 la moglie di Windsor, Judith Kasen-Windsor, ha confermato che Windsor è morta a Manhattan, ma non ha specificato la causa. L'ex presidente degli Stati Uniti Bill Clinton, il governatore di New York Andrew Cuomo, la senatrice della California Dianne Feinstein e vari politici e celebrità hanno pubblicato parole di tributo sui loro account Twitter.

## Attivismo
Di ritorno da un viaggio in Italia nel 1969, Windsor e Spyer appresero che i moti di Stonewall si erano verificati la notte prima. Negli anni successivi la coppia ha partecipato pubblicamente a marce e eventi LGBT. Hanno prestato anche loro Cadillac Cabriolet alle organizzazioni LGBT.
Dopo aver lasciato l'IBM nel 1975, ha aumentato il suo coinvolgimento nelle organizzazioni LGBT. Ha svolto attività di volontariato per la Gay & Lesbian Advocates & Defenders, la East End Gay Organization, il LGBT Community Center, i 1994 Gay Games New York e ha aiutato a fondare la Old Queers Acting Up, un gruppo di improvvisazione che utilizza scenette per affrontare le questioni di giustizia sociale. Ha fatto parte del consiglio di amministrazione del Services & Advocacy for GLBT Elders (SAGE) dal 1986 al 1988 e dal 2005 al 2007.
Windsor ha continuato ad essere una sostenitrice dei matrimoni omosessuali negli anni seguenti il caso United States contro Windsor. Ha aiutato la senatrice Dianne Feinstein e il deputato Jerrold Nadler a presentare il Respect for Marriage Act in una conferenza stampa a Washington nel 2011.

### United States contro Windsor
Il 5 febbraio 2009, dopo la morte di Spyer, Windsor è diventata l'esecutrice e unica beneficiaria delle proprietà di Spyer, tramite un trust. Windsor era tenuta a pagare 363.053 dollari in tasse di successione per le proprietà della moglie. Se la legge federale avesse riconosciuto la validità del loro matrimonio, Windsor avrebbe potuto beneficiare di una deduzione illimitata e non avrebbe pagato alcuna imposta federale.
Windsor ha cercato di richiedere l'esenzione dall'imposta di successione federale per i coniugi superstiti. Le è stato impedito di farlo dall'articolo 3 del Defense of Marriage Act (DOMA) che stabiliva che il termine "coniuge" si applicava solo ai matrimoni tra un uomo e una donna. L'Internal Revenue Service ha rilevato che l'esenzione non si applicava ai matrimoni tra persone dello stesso sesso, ha negato la richiesta di Windsor e l'ha obbligata a pagare 363.053 dollari di tasse di successione.
Nel 2010 Windsor ha intentato una causa contro il governo federale presso il tribunale distrettuale degli Stati Uniti d'America per il Distretto Sud di New York, chiedendo un rimborso perché il DOMA ha dato alle coppie omosessuali legalmente sposate un "trattamento differenziato rispetto ad altre coppie situate in posizione simile senza giustificazione". Una successiva sentenza del Giudice Barbara Jones del 2012 ha stabilito che l'articolo 3 del DOMA era incostituzionale per via delle garanzie del Quinto emendamento e ha ordinato al governo federale di emettere il rimborso dell'imposta, compresi gli interessi. La Corte d'Appello del Secondo Circuito degli Stati Uniti ha confermato la sentenza più tardi nel 2012.
La Corte Suprema degli Stati Uniti ha sentito le arringhe da marzo 2013 e successivamente, nel giugno dello stesso anno, ha emesso una sentenza che dichiara l'articolo 3 del DOMA incostituzionale perché era "una privazione della libertà della persona protetta dal quinto emendamento".

## Riconoscimenti

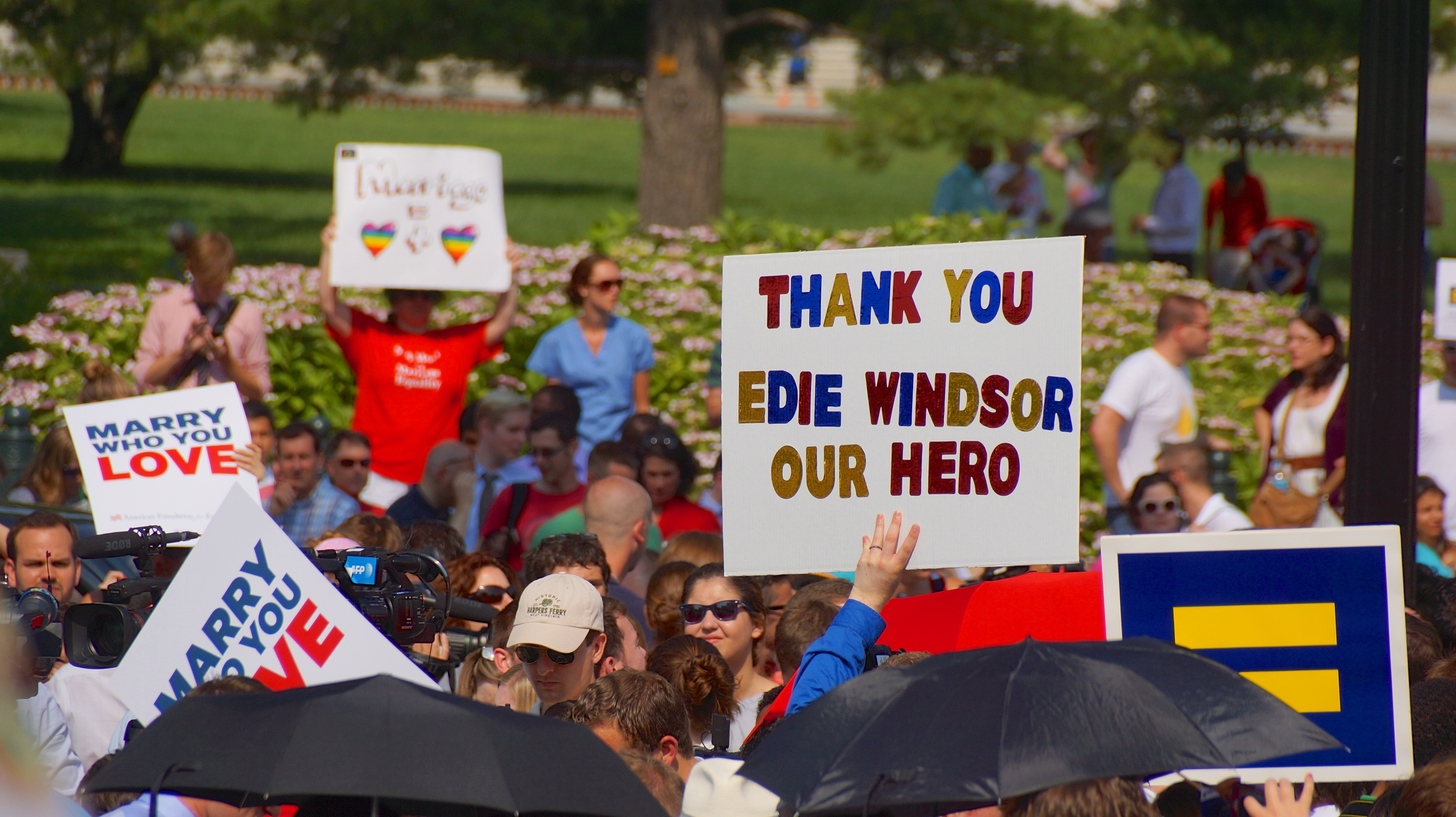
Cartelloni di ringraziamento per Edith Windsor in un evento a favore del matrimonio tra persone dello stesso sesso.

Windsor è stata premiato dalla National Computing Conference nel 1987 come "pioniere nei sistemi operativi". In occasione del 70º compleanno di Windsor nel 1999, il Edie Windsor Fund for Old Lesbians è stato consegnato a Windsor da Spyer e dai suoi amici. È gestito e amministrato dalla Open Meadows Foundation e fornisce sovvenzioni a progetti per e da lesbiche adulte anziane.
Un documentario del 2009, "Edie and Thea: A Very Long Engagement", di Susan Muska e Greta Olfsdottir documenta la vita e il matrimonio di Windsor e Spyer. Il DVD del film contiene una lunga intervista con il giudice canadese Harvey Brownstone, che ha officiato al matrimonio Windsor/Spyer.
È stata il Grand Marshal della Marcia LGBT Pride di New York City nel 2013. È stata finalista nel 2013 per la Persona dell'Anno di Time.
Il 22 maggio 2014 ha ricevuto un Doctor of Humane Letters dalla Johns Hopkins University. Nel giugno 2014 Windsor ha visitato di nuovo Toronto, la città dove si è sposata con Thea Spyer, per ricevere un premio al World Pride. A Toronto è apparsa nel programma mattutino del network nazionale televisivo Canada AM con il giudice di Toronto Harvey Brownstone, che ha officiato al suo matrimonio. Il 26 giugno 2014 Windsor è stato protagonista del LOGO Trailblazers 2014.
Nel 2016, Lesbiche Who Tech ha istituito il Edie Windsor Coding Scholarship Fund.

### Premi
| Premio                                                                        | Presentato da                                           | Data              | Note                            |
| ----------------------------------------------------------------------------- | ------------------------------------------------------- | ----------------- | ------------------------------- |
| Joyce Warshaw Lifetime Achievement Award                                      | Services & Advocacy for GLBT Elders (SAGE)              | 25 ottobre 2010   | [ 6 ] [ 31 ]                    |
| Trailblazer in Law Award                                                      | Marriage Equality New York                              | 19 maggio 2011    | ]                               |
| Roger Baldwin Medal of Liberty                                                | American Civil Liberties Union                          | 11 giugno 2011    | [ 6 ] [ 31 ]                    |
| New York City Council Award                                                   | New York City Council                                   | 16 giugno 2011    | Presentato durante il Gay Pride |
| Edie Windsor & Thea Spyer Equality Award                                      | The LOFT                                                | 2012              | [ 31 ]                          |
| Susan B. Anthony Award                                                        | National Organization of Women New York City            | 25 febbraio 2012  | [ 31 ]                          |
| Visionary Award                                                               | NewFest                                                 | 2012              | [ 31 ]                          |
| Trailblazer Award                                                             | New York City LGBT Community Center                     | 11 aprile 2013    | [ 31 ]                          |
| Eugene J. Keogh Award for Distinguished Public Service at New York University | Università di New York                                  | 22 maggio 2013    | [ 31 ]                          |
| Medaglia presidenziale della libertà                                          | New York University                                     | 24 maggio 2013    | [ 31 ]                          |
| Keeping Faith Award                                                           | American Constitution Society for Law & Policy          | 17 settembre 2013 | [ 31 ]                          |
| Lifetime Leadership Award                                                     | National Gay & Lesbian Task Force                       | 8 ottobre 2013    | [ 31 ]                          |
| Trailblazer of Democracy Award                                                | The Eleanor Roosevelt Legacy Award                      | 11 ottobre 2013   | [ 31 ]                          |
| Individual Leadership Award                                                   | PFLAG                                                   | 14 ottobre 2013   | [ 31 ]                          |
| Alumni Achievement Award                                                      | New York University Graduate School of Arts and Science | 18 ottobre 2013   | [ 31 ]                          |
| American Spirit Award for Citizen Activism                                    | Common Good Award                                       | 13 ottobre 2013   | [ 31 ]                          |
| Out 100 - Lifetime Achievement Award                                          | Out                                                     | 11 novembre 2013  | [ 31 ]                          |
| The Imperial Diamond Award for Vision – Support – Activism                    | Imperial Court System New York                          | 29 marzo 2014     | [ 31 ]                          |
| Ovation Award                                                                 | Olivia Cruises                                          | 2014              | [ 31 ]                          |
| Laurel Hester Award                                                           | Gay Officers Action League (GOAL) - New York            | 25 aprile 2014    | [ 31 ]                          |
| Women’s Rights Award                                                          | American Federation of Teachers (AFT)                   | 14 giugno 2014    | [ 31 ]                          |
| 31 Icons of the 2015 LGBT History Month                                       | Equality Forum                                          | 2015              | [ 36 ]                          |